# Hyetussa simoni
Espèce
Synonymes
- Hyetussa cribrata Simon, 1902 nec Simon, 1901

Hyetussa simoni est une espèce d'araignées aranéomorphes de la famille des Salticidae.

## Distribution
Cette espèce est endémique du Venezuela.

## Description
La femelle holotype mesure 4 mm.

## Étymologie
Cette espèce est nommée en l'honneur d'Eugène Simon.

## Publications originales
- Galiano, 1976 : Revisión de los géneros Cerionesta y Hyetussa (Araneae, Salticidae). Physis, Revista de la Sociedad Argentina de Ciencias Naturales, sér. C, vol. 35, p. 57-64 & 231-242.
- Simon, 1902 : Description d'arachnides nouveaux de la famille des Salticidae (Attidae) (suite). Annales de la Société Entomologique de Belgique, vol. 46, p. 24-56 & 363-406 (texte intégral).